# Legio XIV Gemina
Legio quarta decima Gemina (Quân đoàn đôi thứ mười bốn) là một quân đoàn của đế quốc La Mã, nó được Julius Caesar thành lập vào năm 57 trước Công nguyên. Tên riêng Gemina của nó (sinh đôi trong tiếng Latin) cho thấy quân đoàn là kết quả của sự hợp nhất giữa hai quân đoàn trước đó, một trong số đó là quân đoàn thứ mười bốn chiến đấu trong trận Alesia, quân đoàn kia là quân đoàn Martia. Tên riêng Victrix (chiến thắng) của nó đã được Augustus thêm vào sau khi nó tham gia cuộc chiến tranh Pannonia vào khoảng năm 9 SCN. Biểu tượng của quân đoàn là Ma Kết, như nhiều quân đoàn khác được Caesar thành lập hoặc những tia sét bắt chéo của thần Jupiter
Quân đoàn XIV GMV được Caesar thành lập ở Cispaline Gaul và tham gia vào cuộc chinh phục xứ Gaul của ông. Hạn nhập ngũ của họ là 16 năm, giống như các quân đoàn khác (sau này Augustus nâng lên thành 20 năm). Trong nhiều năm sau vụ thảm sát tại Atuatuca, họ được coi như là một quân đoàn kém may mắn. Họ thường xuyên bị bỏ lại ở hậu phương để bảo vệ doanh trại trong các trận chiến và các cuộc tấn công.
Quân đoàn XIV GMV sau này đã chiến đấu dưới quyền tướng Germanicus Caesar chống lại Arminius. Một thập kỷ trước khi chiến dịch này xảy ra, Arminius đã thành công trong việc tiêu diệt toàn bộ ba quân đoàn trong trận chiến rừng Teutoburg, một trong những thảm họa lớn nhất trong lịch sử quân đội La Mã. Họ đã giành được một chiến thắng quyết định cho Germanicus, và điều này giúp cho ông có được một cuộc diễu binh mừng chiến thắng.
XIV Gemina Martia Victrix đã đóng quân tại Moguntiacum, Thượng Germania kể từ năm 9 SCN, và nó là một trong bốn quân đoàn được sử dụng bởi Aulus Plautius và Claudius trong cuộc xâm lược Britain của La Mã vào năm 43, và nó cũng tham gia vào việc đánh bại Boudicca trong năm 60 hoặc 61. Đây là trận chiến sẽ khiến nó vào lịch sử như một trong những quân đoàn La Mã vĩ đại nhất. theo Tacitus và Dio, Quân đoàn XIV đã đánh bại đạo quân lên tới 230.000 người của Boudicca, với lực lượng ít ỏi của họ chỉ gồm 10.000 Binh sĩ và quân trợ chiến. Sau đó, quân đoàn đóng quân ở Britain trong vài năm tiếp theo và vào năm 68, họ đóng quân tại Gallia Narbonensis.
Trong năm 89, thống đốc của Thượng Germania, Lucius Antonius Saturninus, đã nổi dậy chống lại Domitianus cùng với sự ủng hộ của quân đoàn XIV của XXI Rapax, nhưng cuộc khởi nghĩa đã bị đàn áp.
Sau khi quân đoàn XXI bại trận trong năm 92, XIV Gemina đã được phái đến Pannonia để thay thế nó, và đóng quân tại Vindobona (Viên). Sau khi một cuộc chiến tranh với người Sarmatia và các cuộc chiến tranh Dacia của Trajanus(từ năm 101-106), quân đoàn đã được chuyển đến Carnuntum, tại đây quân đoàn lưu lại trong ba thế kỷ tiếp theo. Một số tiểu đơn vị của quân đoàn thứ mười bốn đã chiến đấu trong các cuộc chiến tranh chống lại người Mauri, dưới thời Antoninus Pius, và quân đoàn cũng đã tham gia chiến dịch Parthia của Hoàng đế Lucius Verus. Trong cuộc chiến tranh chống lại người Marcomanni, hoàng đế Marcus Aurelius đã đặt trụ sở của mình tại Carnuntum.
Trong năm 193, sau cái chết của Pertinax, viên tướng chỉ huy quân đoàn thứ mười bốn, Septimius Severus, đã được các  quân đoàn ở Pannonia tuyên bố là hoàng đế. XIV Gemina đã chiến đấu cho vị hoàng đế của nó trên đường tiến quân đến Rome nhằm tấn công kẻ tiếm vị Didius Julianus (năm 193), và góp phần vào việc đánh bại Pescennius Niger (năm 194), và có thể chiến đấu trong chiến dịch Parthia mà kết thúc với việc cướp phá kinh thành của đế chế Parthia, Ctesiphon (năm 198).
Trong giai đoạn hỗn loạn sau thất bại của Valerianus, quân đoàn XIIII Gemina đã ủng hộ kẻ tiếm vị Regalianus chống lại Hoàng đế Gallienus (năm 260), sau đó là Gallienus chống lại Postumus của đế quốc Gallia (nó nhận được danh hiệu VI Pia VI-Fidelis ("sáu lần trung thành, sáu lần trung nghĩa"), và sau khi Gallienus qua đời, là cho Hoàng đế Gallia Victorinus (năm 269-271).